# I sogni...
I sogni... (titolo originale Ëndërrimet...) è la seconda raccolta poetica dello scrittore albanese Ismail Kadare, pubblicata a Tirana (Albania) nel 1957 in 2000 esemplari dalla casa editrice Ndërmarrja Shtetrore e Botimeve (Impresa Statale delle Pubblicazioni e stampata presso la tipografia Mihal Duri.
L'opera si compone di 132 pagine e comprende, oltre alle poesie, anche due poemi, uno dei quali (lungo circa 800 versi) dà il titolo alla raccolta.